# Ettore Marcelino Dominguez
Heitor (São Paulo, Brasil, 20 de diciembre de 1898-São Paulo, Brasil, 21 de septiembre de 1972) fue un futbolista y árbitro de fútbol de Brasil que jugó en la posición de delantero.

## Carrera

### Club
Jugó toda su carrera con el Palestra Italia de 1916 a 1931, equipo con el que ganó el Campeonato Paulista en tres ocasiones, jugó 358 partidos y actualmente es el goleador histórico del equipo con 345 goles en 15 temporadas y uno de los futbolista históricos del club. También jugó para el equipo en otros deportes como atletismo, tenis de mesa, baloncesto y voleibol.

### Selección nacional
Jugó para Brasil en 11 ocasiones de 1919 a 1929 y anotó siete goles; ganó dos veces la Copa América. También jugó para São Paulo en 45 ocasiones en los años 1920 y anotó 58 goles.

### Árbitro
Al retirarse como futbolista pasó a ser árbitro, donde dirigió el primer partido jugado en el Estádio do Pacaembu, el primer clásico paulista y la final de la Taça Cidade de São Paulo donde el Palestra Italia venció 6-2 al Coritiba FBC.

## Logros

### Club
- Campeonato Paulista: 1920, 1926, 1927]
- Taça dos Campeões Estaduais Rio-São Paulo: 1926
- Torneio Início Paulista: 1927
- Taça Competência: 1920, 1926, 1927
- Taça Ballor: 1926, 1927
- Campeonato Paulista de Baloncesto: 1928, 1929

### Selección nacional
- Copa América: 1919, 1922
- Taça Rodrigues Alves: 1922, 1923
- Copa Confratenidad Brasil-Argentina: 1923

### Individual
- Goleador histórico del Palmeiras
- Goleador histórico del Palmeiras en el Campeonato Paulista (191 goles)
- Goleador histórico en el Parque Antarctica | Palestra Itália | Allianz Parque (185 goles)
- Quinto goleador histórico en el Campeonato Paulista, solo superado por Pelé, Friedenreich, Serginho Chulapa y Feitiço
- Récord de goles en un partido, seis goles en dos ocasiones, y dos partidos donde anotó cinco goles.
- 20.º con más partidos en la historia del Palmeiras[4]
- Goleador del Campeonato Paulista: 1926 (23 goles) y 1928 (18 goles)
- Goleador de la Taça Competência de 1928 (3 goles)